# 麥卡瑟 (加利福尼亞州)
麥卡瑟（英語：McArthur）是位於美國加利福尼亞州沙斯塔縣的一個人口普查指定地區。

## 地理
麥卡瑟的座標為41°03′02″N 122°23′59″W / 41.05056°N 122.39972°W，而該地最高點為海拔高度974米（即3195英尺）。

## 人口
根據2010年美國人口普查的數據，麥卡瑟的面積為2.631平方千米，當中陸地面積為2.593平方千米，而水域面積為0.038平方千米。當地共有人口338人，而人口密度為每平方千米128人。